# كريستي أوسوليفان
كريستي أوسوليفان (بالإنجليزية: Christy O'Sullivan)‏ هو سياسي أيرلندي، ولد في 27 نوفمبر 1948 في جمهورية أيرلندا. حزبياً، نشط في فيانا فايل. في الانتخابات العمومية الأيرلندية 2007 ‏، انتخب نائب دييل عن دائرة Cork South-West (Dáil constituency) ‏ وقد انضم خلال فترته النيابية ‏ (14 يونيو 2007 – 1 فبراير 2011)  للكتلة البرلمانية فيانا فايل.